# Denis Ramiljewitsch Galimsjanow
Denis Ramiljewitsch Galimsjanow (russisch Денис Рамильевич Галимзянов; * 7. März 1987 in Swerdlowsk) ist ein russischer Radrennfahrer.

## Karriere
Denis Galimsjanow begann seine Karriere 2006 bei dem russischen Continental Team Premier. In seinem ersten Jahr dort gewann er jeweils eine Etappe bei Way to Pekin und bei der Bulgarien-Rundfahrt. In der nächsten Saison gewann er ein Teilstück beim Grand Prix Sotschi, wo er auch Gesamtzehnter wurde. Außerdem gewann er das Eintagesrennen Mayor Cup, jeweils eine Etappe bei den Fünf Ringen Moskaus und bei der Tour de Berlin sowie zwei Etappen der Tour of Hainan. 2008 entschied er bei dem Rennen Five Rings of Moscow vier Etappen und die Gesamtwertung für sich sowie jeweils eine Etappe der Tour de Normandie, der Bałtyk-Karkonosze Tour und der Tour of Sochi. 2011 gewann er weitere Etappen bei den Drei Tage von De Panne, der Luxemburg-Rundfahrt und der Tour of Beijing. Sein größter Sieg in diesem Jahr war der erste Platz bei dem klassischen Eintagesrennen Paris–Brüssel. Im April 2012 gewann er eine Etappe Circuit Cycliste Sarthe.

## Doping
Bei einer Trainingskontrolle am 22. März 2012 wurde Galimsjanow positiv auf das Dopingmittel EPO getestet. Er verzichtete auf die Öffnung der B-Probe, was einem Schuldeingeständnis gleichkam. In einem offenen Brief, der auf der Webseite seines Teams in handschriftlicher Form erschien, gestand er die Anwendung von EPO und übernahm die alleinige Verantwortung für das Vergehen. Im Dezember 2012 sperrte ihn die russische Antidopingagentur Rusada für zwei Jahre. Sein Etappensieg beim Circuit Cycliste Sarthe im April 2012 wird vom Weltradsportverband UCI nicht aufgeführt.

## Erfolge
2006
- eine Etappe Way to Pekin
- eine Etappe Bulgarien-Rundfahrt

2007
- eine Etappe Grand Prix Sotschi
- Mayor Cup
- eine Etappe Fünf Ringe Moskaus
- eine Etappe Tour de Berlin
- zwei Etappen Tour of Hainan

2008
- eine Etappe Tour de Normandie
- Gesamtwertung und vier Etappen Five Rings of Moscow
- eine Etappe Bałtyk-Karkonosze Tour
- eine Etappe Tour of Sochi

2010
- Mannschaftszeitfahren Burgos-Rundfahrt

2011
- eine Etappe Drei Tage von De Panne
- eine Etappe Luxemburg-Rundfahrt
- Paris–Brüssel
- eine Etappe und Punktewertung Tour of Beijing

2012
- eine Etappe Circuit Cycliste Sarthe

## Teams
- 2006 Premier (ab 01.08.)
- 2007 Premier
- 2008 Katjuscha Continental Team
- 2009–2012 Katjuscha (bis 16. April 2012)